# اسکروج (فیلم ۱۹۷۰)
اسکروج (به انگلیسی: Scrooge) که گاه در فارسی به‌صورت اسکروچ هم تلفظ و نوشته می‌شود، فیلمی بریتانیایی در سبک موزیکال-فانتزی به کارگردانی رونالد نیم است که در سال ۱۹۷۰ منتشر شد.

## خلاصه داستان
بازگویی موزیکال رمان کلاسیک چارلز دیکنز که در مورد مرد خسیسی است که سفری را به قصد رستگاری آغاز می‌کند و…

## جوایز
این فیلم کاندیدای ۳ اسکار (کاندیدای اسکار بهترین موسیقی-کاندیدای اسکار بهترین طراحی لباس-کاندیدای اسکار بهترین طراحی هنری) در سال ۱۹۷۱ شد.

## بازیگران
- آلبرت فینی
- الک گینس
- ادیث ایوانز
- کنت مور
- گوردون جکسون
- کی والش
- روی کینیر
- دِرِک فرانسیس